# Larry Samovar
Larry Samovar es profesor emérito en la Universidad Estatal de San Diego.  Recibió su Ph.D. por la Universidad de Purdue, donde enseñó por cinco años. Samovar fue también un erudito invitado a la Universidad Nihon en Japón. Pionero en el campo de la comunicación intercultural, ha sido ponente invitado en diferentes universidades de los Estados Unidos. Además, ha trabajado como consultor comunicacional en el sector público y privado. Ha escrito y editado 14 textos, y muchas de sus publicaciones han sido traducidas a diferentes idiomas y son usadas en 11 países. Larry Samovar es un investigador activo, ha presentado más de 100 artículos académicos y llevado a cabo numerosos seminarios y talleres regionales, nacionales e internacionales. Su lista de publicaciones es extensa y abarca libros, artículos de comunicación intercultural, pequeños grupos de comunicación, comunicación interpersonal y oratoria.

## Comunicación Intercultural
El libro Comunicación intercultural fue escrito por Larry A. Samovar, Richard E. Porter y Edwin R. Mcdaniel.  El libro comunicación intercultural recalca que la comunicación siempre ha sido un aspecto importante en la interacción entre culturas y  se menciona que en las dos últimas décadas este tipo de comunicación se volvió esencial. Hoy en día se puede apreciar una multipolaridad internacional, donde los líderes mundiales trabajan en conjunto con el fin de cooperar en los frentes económico, político y militar. Se menciona también que el acceso a una comunidad interconectada se da gracias a los avances tecnológicos, que han permitido el intercambio de información nacional, como internacional. Este fenómeno también llamado globalización ha permitió la interacción de personas con diferentes trasfondos. Además, este fenómeno muestra a las civilizaciones modernas, que estas deben aprender a cooperar entre sí, para poder evitar la autodestrucción.
Existen varias formas de comunicación intercultural, las cuales varían según el asunto de interés, sin embargo este libro se enfoca en un aspecto más personal de la comunicación. También explora la dimensión interpersonal de la comunicación intercultural a través de  varios contextos, su objetivo es dar una introducción a las diversas dimensiones de la comunicación intercultural.
La comunicación es inevitable, se ha realizado a lo largo del tiempo, y durante la era digital nos comunicamos de maneras diferentes, gracias a la presencia de redes sociales. Existen varios significados de comunicación, los cuales estarán centrados en los objetivos del autor, o en el contexto. Su definición por lo general es larga y abstracta, con el fin de poder incorporar más aspectos de la comunicación.
Por otro lado, el libro también explica el significado de cultura, y como esta palabra se ha vuelto popular en la sociedad moderna. Así como la palabra  comunicación, cultura también tiene numerosos y complejos significados y esta cambia según el lugar donde se encuentre la persona. La cultura provee la identidad, y cada una posee sus reglas, así mismo la cultura crea un sentimiento de pertenencia a un grupo en particular. Las reglas que cada cultura tiene dan significado a lo que está alrededor como las personas, los objetos, las situaciones etc.., estas evitan la incertitud al actuar en el medio que nos rodea.

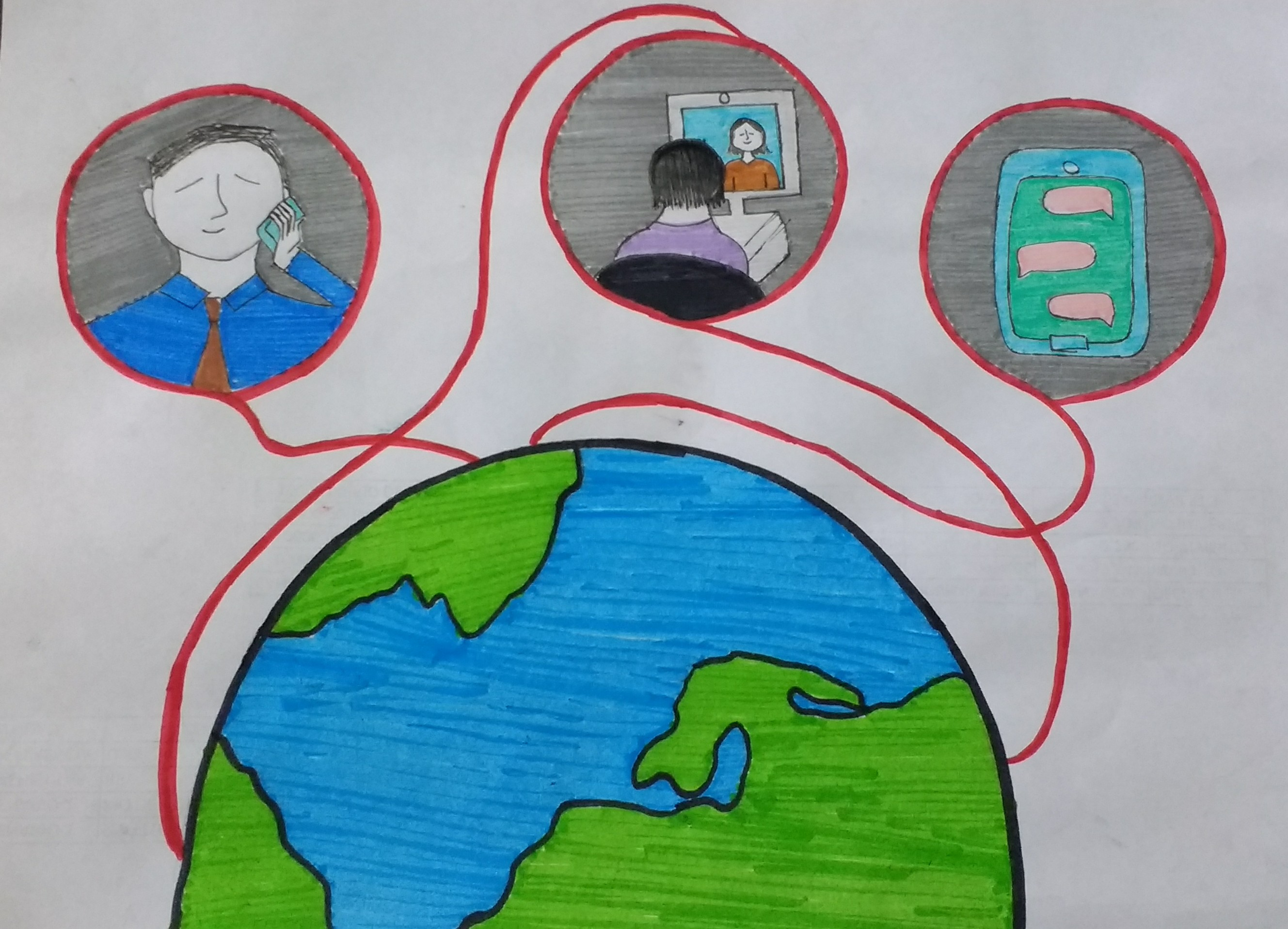
Gracias a la tecnología las personas de todas partes del mundo pueden mantenerse comunicadas.

## Comunicación Intercultural en un Mundo Dinámico
Samovar en su texto Intercultural Communication nos dice: vives en una era donde la comunicación intercultural y las habilidades no son solo un activo; son un requisito. Nunca antes ha sido tan fácil para personas de diferentes naciones y etnias reunirse e interactuar. El aumento de la mezcla es en gran medida el producto de los impresionantes avances en la tecnología que ahora permiten a las personas moverse rápida y fácilmente a través de grandes distancias, tanto física como virtualmente Como un ejemplo, 54.9 millones de viajeros internacionales visitaron los Estados Unidos en 2009, un fenómeno que produjo aproximadamente $ 17 mil millones en ingresos fiscales (Office of Travel, 2010). Además de los viajes internacionales, la tecnología ha aumentado enormemente el número de interacciones virtuales. La gente de todo el mundo ahora interactúa a diario a través de los modernos teléfonos de telecomunicaciones, Internet, tele-conferencias, etc. Esto no solo ha facilitado el comercio internacional y el turismo, pero también ha hecho transfronterizo relaciones interpersonales cada vez más frecuentes. Los autores saben de una pareja internacional donde uno trabaja en California y el otro en Japón. Ellos usan correo electrónico para comunicarse diariamente, hablar por Skype varias veces por semana, y viajar para visitarse cada dos o tres meses, todo al tiempo que trata de su cultura y diferencias lingüísticas.
Relaciones interculturales a larga distancia, como la de ellos, cada vez son más comunes, mientras las distancias en toda la comunidad global se reducen cada vez más.[cita requerida]

## Comunicación Oral: Hablando a través de las Culturas

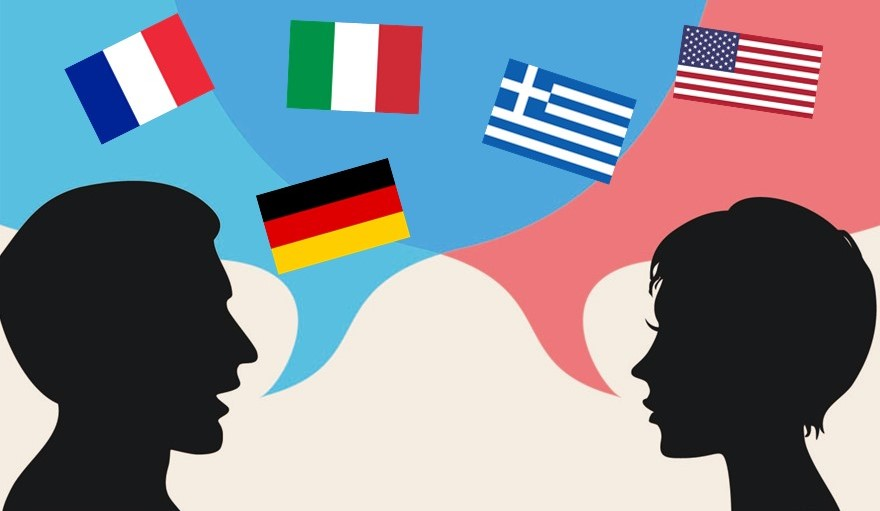
Comunicación Oral: Hablando a través de las Culturas

El texto de “Comunicación Oral: hablando a través de las culturas” presenta una cobertura ampliada de la diversidad cultural y la ética, al tiempo que incluye mucha información nueva sobre los usos de la tecnología electrónica en la creación del habla. Ofrece de igual forma un enfoque directo y práctico para hablar en público. El texto se destaca por su estilo de escritura claro y conciso, uso abundante de ejemplos y organización lógica.
“Comunicación oral: hablando a través de las culturas” continúa replanteando nuevos territorios para la comunicación.
El libro vincula tres desarrollos contemporáneos al contexto de hablar en público:
- Nuevos avances tecnológicos.
- Cambiando patrones étnicos y culturales.
- Una mayor conciencia de los problemas éticos.

El autor muestra que se debe estar listos para cambiar los marcos de referencia, usar nuevas categorías para comprender las perspectivas culturales y experimentar con vías creativas en la toma de decisiones y resolución de problemas. Especialmente se muestra fuerte en sus discusiones sobre las funciones del lenguaje; el libro presenta excelentes ejemplos de comunicación entre culturas, así como consejos prácticos sobre cómo mejorar la comunicación.
Larry A. Samovar, en el texto muestra un secreto para la buena comunicación, y no está solamente en expresarte correctamente, si no en el que el receptor pueda entender de mejor manera lo que se quiere expresar; posteriormente cobrará vital importancia el lenguaje y la comunicación. El autor hace énfasis en que la comunicación es el principio de todo beneficio para el ser humano, por ende la expresión oral es un factor clave para el logro de logros y objetivos.  De igual manera, se explica brevemente que la comunicación oral es lo primero que se aprende, y lo cual hacemos de forma natural y en el entorno familiar por imitación, respalda los aprendizajes básicos y es la forma básica de relación social y es una actividad de suma importancia en la conducta comunicativa.[cita requerida]